# Érico Borgo
Érico Santo Pietro Borgo (São Paulo, 3 de dezembro de 1975) é um empresário, apresentador, crítico de cinema e designer gráfico brasileiro.
É conhecido pelo seu trabalho no site Omelete, de qual foi fundador e trabalhou até 2020. Atualmente é responsável pela produtora Huuro Entretenimento, junto com a ex-colega Aline Diniz, Matheus Machado e Laís Almeida.

## Carreira
Borgo é formado em design gráfico pela Fundação Armando Alvares Penteado (FAAP).
Em 2000, junto com os amigos Marcelo Forlani e Marcelo Hessel, criou o site de conteúdo nerd Omelete. Foi diretor de conteúdo do Grupo Omelete por 19 anos.
Borgo é cocriador da CCXP – Comic Con Experience no Brasil — maior evento de cultura pop da América Latina. Também já trabalhou como Website Editor para a EMI, entre 1999 e 2005, e para a Panini entre 2002 e 2008.
Ficou marcado pela frase que virou meme, "Sou fã e quero service!", referindo-se ao termo "fan service".
No dia 2 de março de 2020, Borgo publicou sua carta de despedida no site Omelete. Em junho, pela sua nova produtora, lançou a série Carenteners, da Warner Channel.
Com patrocínio da rede de cinemas Cinemark, em março de 2021 foi lançado no YouTube o canal da Huuro, com os programas "Borgoverso", "Desfocados" (com o humorista Jhonatan Marques) e "Hora do Horror Huuro" (com Dane Taranha); e o podcast "Não existe filme ruim, todo filme é bom pra alguém" (com Borgo e Aline Diniz).
Em 2022, lançou sua biografia "Nerd - Minha jornada dos sonhos de infância ao maior evento da galáxia e além”, após campanha de financiamento coletivo.

### Livros
- Nerd (2022, Editora Sextante)[18]

## Vida pessoal
Érico Borgo namorou a crítica de cinema e influenciadora Carol Moreira, quando trabalharam juntos no Omelete, chegando a ficar noivos, porém se separaram em 2015. Desse relacionamento, redundou a guarda compartilhada de Gabagoo, um buldogue francês.
Borgo conheceu a jornalista e influenciadora Nathalia Arcuri, dona do canal Me Poupe! em 2013, quando foram cobrir o lançamento do filme Velozes e Furiosos 6, em Los Cabos, no México. O casal manteve união estável até maio de 2023, quando se separaram.